# Monestir de Gomirje
El monestir de Gomirje és un monestir ortodox serbi situat a la zona muntanyosa de Gorski kotar, al Comtat de Primorje – Gorski Kotar, a Croàcia. Segons la tradició, la seva fundació es remunta a l'any 1600, i la pedra angular de la seva Església fou col·locada per monjos del monestir de Krka. Durant la Segona Guerra Mundial, patí grans desperfectes pels bombardejos, i diversos monjos assassinats, entre ells Metodije Subotin i Teofil Kosanovic.